# Anders Jacob Danielsson Cnattingius
Anders Jacob Danielsson Cnattingius, född 13 februari 1792 i Askeryds församling, Jönköpings län, död 13 maj 1864 i Kättilstads församling, Östergötlands län, var en svensk präst, riksdagsman och läroboksförfattare.
Cnattingius blev student vid Uppsala universitet 1810 och prästvigdes 1816. Han innehade 1817–1824 prästtjänst i Stockholm samt utnämndes 1828 till kunglig hovpredikant och 1832 till kyrkoherde i Flisby av Linköpings stift, varifrån han 1850 förflyttades till Kettilstad i samma stift. Cnattingius var jämte Carl Fredric Dahlgren stiftare av Manhemsförbundet (1815).
Cnattingius arbetade nitiskt för folkundervisningens höjande i Sverige. 1822 inkallades han till direktionsledamot och sekreterare i sällskapet för växelundervisningens befrämjande, och 1826 fick han plats i kommittén för överseendet av rikets allmänna undervisningsverk. 1825 var han ledamot av en norsk kommitté för växelundervisningens införande, och samma år organiserade han i Norge, på kronprinsens befallning, en normalskola för växelundervisning. Som ledamot av prästeståndet under flera riksdagar ägnade han i synnerhet undervisningsfrågorna ett livligt intresse.
Också var hans litterära verksamhet huvudsakligen riktad på åstadkommande av goda läroböcker: Lärobok i historien och geografien för begynnare (1825), Läsebok i folkskolor (1832), Biblisk historia för barn (1843), Biblisk läsebok för ungdom (1843) med flera. Åt förbättrandet av Sveriges kyrkolag ägnade Cnattingius både som riksdagsman och skriftställare en oavlåtlig uppmärksamhet. I sina yngre år utgav han i svensk översättning "Snorre Sturlesons Edda samt Skalda" (1818) och biträdde J.G. Richert vid översättningen av "Kungasagor av Snorre Sturlason" (1816–1829).